# Kisszékely, Tolna
Kisszékely  este un sat în districtul Tamás, județul Tolna, Ungaria, având o populație de 326 de locuitori (2011). 

## Demografie
Componența etnică a satului Kisszékely
     Maghiari (92,93%)
     Romi (4,5%)
     Germani (2,57%)
Componența confesională a satului Kisszékely
     Romano-catolici (67,79%)
     Fără religie (8,9%)
     Reformați (3,68%)
     Necunoscută (19,63%)
Conform recensământului din 2011, satul Kisszékely avea 326 de locuitori. Din punct de vedere etnic, majoritatea locuitorilor (92,93%) erau maghiari, existând și minorități de romi (4,5%) și germani (2,57%).  Din punct de vedere confesional, majoritatea locuitorilor (67,79%) erau romano-catolici, existând și minorități de persoane fără religie (8,9%) și reformați (3,68%). Pentru 19,63% din locuitori nu este cunoscută apartenența confesională.